# Просто попитай децата ми
„Просто попитай децата ми“ (на английски: Just Ask My Children) (2001), американски телевизионен филм на режисьора Арвин Браун и на сценаристката Дебора Сера, психологическа семейна драма. Създаден е по истински случай, който може да бъде окачествен като съвременен лов на вещици: двама съпрузи несправедливо са обвинени в блудство със собствените си деца и са хвърлени в затвора.

## Сюжет
Внимание:  Текстът по-долу разкрива сюжета на произведението (или части от него)!
Филмът разказва историята на Бренда и Скот Нифън и техните синове Брайън и Брендън, чийто живот съвсем неочаквано се превръща в кошмар. Близка родственица на техни приятели, която е психически неуравновесена, завежда дело, чрез което иска да придобие права върху дъщеря им. Бренда и Скот се съгласяват да свидетелстват в полза на своите приятели и тук всичко се преобръща. Родственицата на приятелите им успява да убеди прокуратурата, че Бренда и Скот и техните приятели извършват блудствени действия с децата си и ги заснемат, за да продават порно снимки и филми. Понеже прокурорът на града, в който се развива действието, е обвиняван от пресата и от своите началници, че не върши добре работата си и че престъпниците остават неразкрити и ненаказани, той решава да отвлече общественото внимание и да направи показни процеси, с които първо да докаже, че си върши добре работата, и, второ, да си осигури преизбиране на този пост. Показанията на психически неуравновесената родственица на приятелите на Бренда и Скот са добре дошли за прокурора и той подема кампания срещу няколко семейства, обвинени по различни поводи, в блудство със собствените им деца.
Извършват се бързи арести. Една сутрин, когато Скот е заминал на работа, а Бренда се занимава с домакинството, в дома им нахлува полиция. Децата още спят, но полицаите най-безцеремонно нареждат на Бренда да ги събуди. Децата биват отведени, за да не се съберат със семейството си цели 12 години, а Бренда, която нищо не проумява, е арестувана. Отвеждат я до службата на Скот и там арестуват и него. През същото време арестуват и техните приятели.
Процесът продължава девет месеца. На въпросите на следователите, дали са извършвали ужасните деяния от обвиненията, Бренда и Скот спонтанно отговарят: „Просто попитай децата ми!“ Те не могат да си представят, че през това време следователите, под натиска на прокурора, успяват да обработят синовете им, които са на 6 и 9 години, така че да свидетелстват срещу родителите си. Всъщност, на децата им е заявено, че ако не кажат това, което се иска от тях, никога няма да се върнат при родителите си. На процеса не са представени абсолютно никакви веществени доказателства, но съдебните заседатели, повярвали на свидетелските показания на децата, осъждат Бренда и Скот на доживотен затвор.
Родителите на Бренда и Скот започват да се борят за разкриване на истината и за придобиване на права върху децата. Прокурорът обаче успява да екстрадира родителите на Бренда, които са от друг щат, като по този начин ги лишава от възможността да се грижат за децата. През това време Брайън и Брендън са прехвърляни от едно на друго приемно семейство, докато най-накрая родителите на Скот не успяват да си върнат Брайън. Брендън вече е станал пълнолетен и е отишъл във флота.
В затвора Бренда и Скот дълги години нямат дори връзка помежду си. Срещу Бренда някои от затворничките и надзирателките се опитват да организират тормоз. Шефът на затвора я кара да си признае, че е извършила престъпленията, в замяна на което да я предложи на комисията за амнистия. Бренда най-категорично отхвърля този вариант.
След като минават много години, изведнъж се появяват разкрития, които оневиняват няколко семейства, осъдени по същите обвинения. Родителите на Скот ипотекират имота си и плащат на детектив да направи разследване на случая на Бренда и Скот и да открие истината. Детективът успява да се добере до изключително ценни доказателства, оневиняващи Бренда и Скот – запис, от който става ясно, че синовете им са накарани насила да дадат неверни показания.
Провежда се нов процес, на който истината е доказана и след 12 години в затвора Бренда и Скот са оправдани напълно и освободени. Те излизат от затвора и се събират с децата си – вече мъже, но родителите на Скот не доживяват този щастлив миг – борбата със системата ги изтощава и те умират почти едновременно, малко преди да бъдат оправдани Бренда и Скот.

## Актьори, участващи във филма
| Актьор           | в ролята на                   |
| Вирджиния Медсън | Бренда Нифън                  |
| Джефри Нордлинг  | Скот Нифън                    |
| Греъм Бекъл      | Денвър Дън                    |
| Робърт Джой      | Сам Бенис                     |
| Грегъри Смит     | Брайън Нифън (16-годишен)     |
| Барбара Тарбък   | Мерлин Нифън                  |
| Кейси Бигс       | Майкъл Снедекър               |
| Джон Билингзли   | Ендрю Гиндис                  |
| Ейдриан Спаркс   | Дик Нифън                     |
| Скот Поулин      | Кевин Конуей                  |
| Мейри Читъм      | Корийн Оливър                 |
| Райън Уилсън     | Брайън Нифън (6-годишен)      |
| Коуди Доркин     | Брендън Нифън (9-годишен)     |
| Дан Бърд         | Брайън Нифън (9-12-годишен)   |
| Скот Бейли       | Брендън Нифън (15-21-годишен) |